# Chotień (przystanek kolejowy)
Chotień (ros. Хотень) – przystanek kolejowy w miejscowości Chotień, w rejonie suchinickim, w obwodzie kałuskim, w Rosji. Położony jest na linii Moskwa – Briańsk – Kijów.